# اسلام در کره

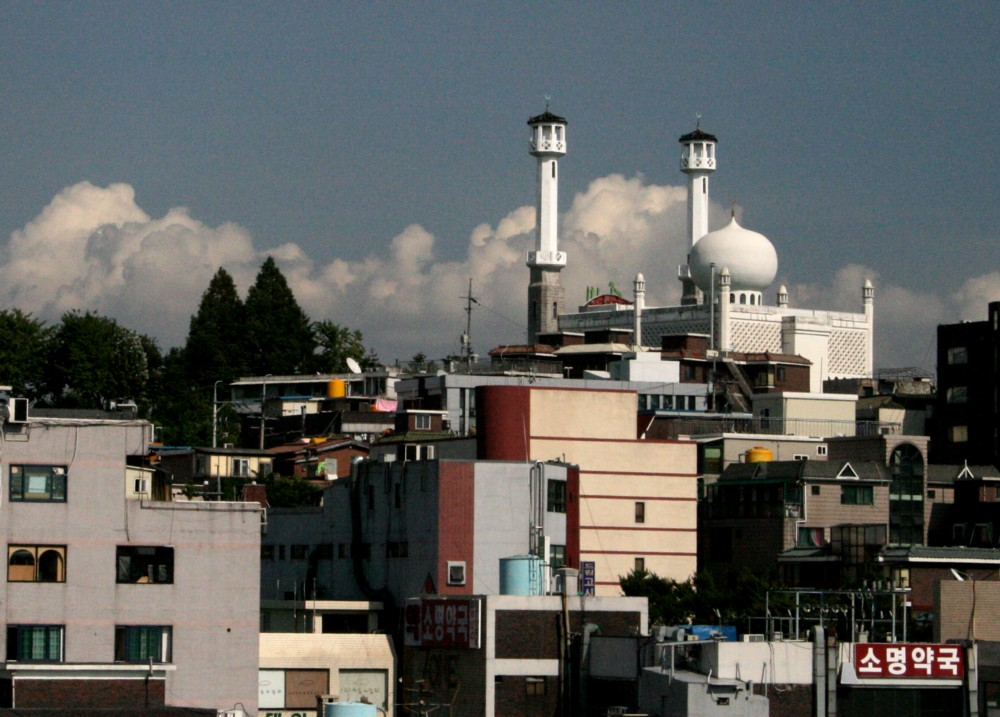
یک مسجد در سئول

در کره جنوبی از زمان معرفی عقیده اسلامی، جمعیت مسلمانان به‌طور یکنواخت کمی بعد از جنگ کره در حال افزایش بوده است. جامعه مسلمانان (چه کره‌ای و چه خارجی) در اطراف سئول متمرکز شده‌اند یعنی جایی که در ۱۹۷۶ بزرگ‌ترین مسجد قرن بیستم با استفاده از سرمایه هیئت اسلامی مالزی و دیگر کشورهای اسلامی ساخته شد.
افزون بر کمتر از ۳۰٬۰۰۰ مسلمان بومی که در کره وجود دارند، حرکت کند بوده اما رشد آشکار آسیای شرقی و خاور میانه‌ای (مانند ایران و عراق) و همچنین مهاجرت مالزی‌ها به کره جنوبی در رشد جمعیت مسلمانان کره تأثیرگذار بوده‌اند زیرا اکثریت مالزیای‌ها مسلمان هستند. آن‌ها در طول دههٔ ۱۹۹۰ تا ۲۰۰۰ معمولاً به‌عنوان کارگران مهمان به کره وارد می‌شدند. روی‌هم‌رفته در حال حاضر بیشتر از ۳۵٬۰۰۰ مسلمان در کرهٔ جنوبی هستند.
گفته می‌شد که جمعیت چندانی در کرهٔ شمالی نیست، جایی که فعالیت دینی خودمختار به‌طورکلی تقریباً وجود ندارد.

## تاریخ اولیه

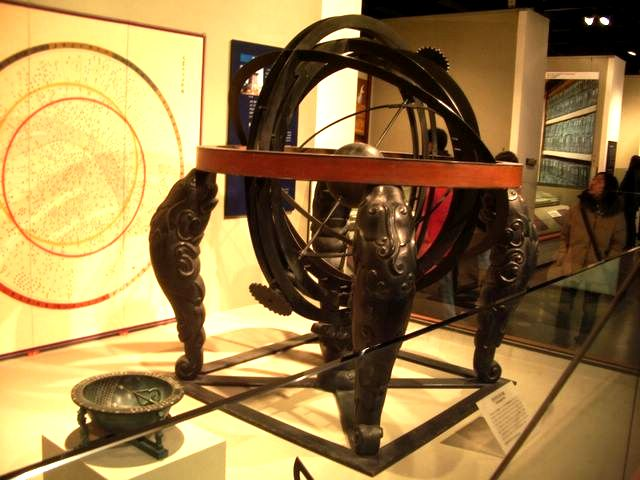
Korean armillary sphere

در میانه دوم قرن هفتم، تاجران مسلمان از جانب دستگاه خلافت به تانگ مسافرت کردند و اساس تجارت را با شیلا یعنی یکی از سه پادشاهی کره پایه‌گذاری نمودند. در ۷۵۱ یک ژنرال چینی از نسل گوگوریو یعنی گائو کیانگژی نبرد تالاس را برای تانگ، در برابر خلیفه عباسی فرماندهی نمود که منجر به شکست شد.
نخستین برخورد با کره در یک اثر جغرافیایی غیر آسیای شرقی با نام «بررسی عمومی قلمروها و جاده هاً» نوشتهٔ ابن خردادبه در میانه سده نهم دیده می‌شود.
اولین حضور قابل توجه اسلام در تاریخ کره به قرن نهم در جریان دوره شیلای یکپارچه با ظهور دریانوردان و تاجران عرب و ایرانی بر می‌گردد. بنا به گفتهٔ بسیاری از جغرافی دانان مسلمان، خصوصاً جغرافی‌دان و کاوشگر ایرانی مسلمان قرن نهم یعنی ابن خردادبه، بسیاری از مسلمانان به‌طور همیشگی در کره اقامت گزیدند به‌طوری‌که روستاهای مسلمان‌نشین را تشکیل دادند. برخی یادداشت‌ها اشاره دارند که بسیاری از این مهاجرین از عراق بودند. ثبت دیگری حکایت از آن دارد که تعداد بسیار زیادی از گروه‌های شیعه علوی در کره مستقر شدند. به‌طور مشخص، دیگر نشانه‌های جامعه مسلمان خاور میانه در شیلا، مجسمه‌های به جا ماندهٔ سفالین نگهبانان سلطنتی با شخصیت‌های ایرانی هستند. پس از آن، مسلمانان زیادی بعدها با زنان کره‌ای ازدواج کردند. به علت دورافتادگی از نظر جغرافیایی کره از دنیای مسلمانان، برخی همانند سازی‌ها با مکتب بودا و شمنیسم اتفاق افتاد.
ارتباطات تجاری بین دنیای اسلامی قرون وسطایی و شبه جزیره کره با موفقیت پادشاهی گوریو در میانهٔ قرن ۱۵ اتفاق افتاد. به همین خاطر، تعدادی از تاجران مسلمان از خاور نزدیک و آسیای مرکزی در کره ماندگار و در همان‌جا تشکیل خانواده دادند. لااقل یک خاندان کره‌ای مهم یعنی خاندان چانگ با جایگاهش در روستای توسکو، ادعا دارد که از نسل خانواده‌ای مسلمان است. برخی افراد هوی مسلمان از چین همچنین به نظر می‌رسد در قلمروی گوریو می‌زیستند. در ۱۱۵۴، کره در اطلس جهانی نویسندهٔ عرب محمد الادریسی یعنی تبولا روگیریانا قرار گرفت. قدیمی‌ترین نقشهٔ جهانی کره‌ای موجود یعنی کانگ نیدو، شناختش از مناطق غربی را از طریق جغرافی‌دانان اسلامی دریافت کرده است.
تماس در مقیاس کم با مسلمانان به‌طور برجسته، خصوصاً اویغورها، به‌طور نامنظم ادامه یافت. لفظ اسلام در کره یعنی هوئگیو از هوی هه، همان اسم چینی قدیمی ایغورها می‌آید. در اواخر دوره گورگیو مساجدی در پایتخت گایسونگ وجود داشت. در مدت حکمرانی مغول‌ها در کره، مغول‌ها به شدت به اویغورها تکیه می‌کردند که به آن‌ها کمک کنند تا امپراتوری گسترده‌شان دوام آورد و علت آن را باسوادی اویغورها و تجربه آن‌ها در اداره شبکه‌های تجاری گسترده می‌دیدند. لااقل دو تن از اویغورها در کره به‌طور همیشگی ماندگار شدند و نقش نیاکان دو خاندان کره‌ای را بازی کردند.
در ابتدا یکی از مهاجران آسیایی به عنوان یک مشاور برای شاهزاده مغولی به کره آمد که فرستاده شده بود تا به عقد پادشاه چونگ نیول درآید. مستندات گوریو بیان می‌دارد که اسم واقعی وی سامگا بوده اما بعد از آن وی تصمیم گرفت که کره را مأوای همیشگی خود قرار دهد. پادشاه به وی یک اسم کره‌ای با نام جانگ سون یونگ اعطا کرد. جانگ با یک کره‌ای ازدواج کرد و مؤسس نیای خاندان جانگ دئوک سو شد. خاندانش بسیاری مقامات رسمی بلندپایه را ایجاد کردند و به دانشمندان کنفوسیوس بیش از قرن‌ها احترام گذاشتند. بیست و پنج نسل بعد، حدود ۳۰۰۰۰ کره‌ای به جانگ سیون یانگ به عنوان پدربزرگ نیایشان بر می‌گردد. آن‌ها می‌دانند که او یک کره‌ای بومی نبوده است. خیلی‌ها عقیده دارند که او یک مسلمان عرب بود. گرچه شاهدی بر تأثیر اسلامی بر سنت‌های خانوادگی جانک دئوک سو وجود ندارد. به همان ترتیب واقعیت اولاد آسیایی مرکزی دیگری که مستقر شدند در کره هست. شخصی از آسیایی مرکزی (احتمالاً یک اویغور) با نام سئول سان زمانی که شورش دستار قرمزها نزدیک به پایان سلسله یوآن مغول شروع شد به کره فرار کرد. او نیز با یک کره‌ای ازدواج کرد در حالی که یک تباری به نام جئونگ جو سئول را تشکیل داد که ادعا می‌کنند تعداد آن‌ها امروز حداقل ۲۰۰۰ نفر در کره هستند اما هیچ نشانه خاصی از تأثیر مسلمانی در آن‌ها نیست.
در اوایل دوره جوسئون تقویم اسلامی به علت دقت بالایش نسبت به تقویم‌های پایه چینی موجود به عنوان مبنای برای اصلاح تقویم به کار رفت. ترجمه کره‌ای از کتاب حیات هوی هوی یعنی متنی مرکب از ستاره‌شناسی چینی با ستاره‌شناسی اسلامی که در کره زیر نظر سلسله جئوسون در جریان زمان سئوجونگ بزرگ در قرن پانزدهم مطالعه می‌شد. سنت ستاره‌شناسی چینی-اسلامی در کره تا قرن نوزدهم باقی‌ماند.
اگرچه به علت جغرافی کره و انزوای سیاسی در طول دوره جئسون، اسلام تقریباً در کره که تا زمان وی دوباره برقرار شد در قرن بیستم ناپدید شده بود. اعتقاد بر این است که بسیاری از رسوم و آموزه‌های دینی باقی نمانده است. گرچه در قرن نوزدهم مهاجرین کره‌ای در منچوری بار دیگر با اسلام ارتباط برقرار کردند و اولین مسلمانان کره‌ای در عصر مدرن شدند.

## دوران معاصر
تاریخ نخستین ثبت از مسلمانان کره‌ای بومی به قرن نوزدهم بر می‌گردد، زمانی که جامعهٔ مسلمان قابل توجه بود که خودش را در استان منچوری ظاهر کرد. اینها عمدتاً فرزندان تاجران آسیای مرکزی بودند که در شهرهای منچوری مستقر شده بودند. در همان‌جا بود که ابتدا کره‌ای‌های بومی سرانجام اسلام را به عنوان دینشان پذیرفتند. اگرچه تنها بعد از جنگ کره بود که اسلام شروع به رشد به‌طور مهمی در کره کرد. اسلام به کره توسط تیپ رزمی ترک‌ها شناسانده شد که در طول جنگ کره به آنجا می‌آمدند. از آن به بعد اسلام به‌طور یکنواخت در کره در حال رشد است و از سوی تعداد قابل توجه منصفانه از کره‌ای‌های بومی پذیرفته می‌شود.
کمتر از یک درصد از این افراد شیعه هستند.

## معرفی دوباره در قرن بیستم
در جریان جنگ کره، ترکیه تعداد زیادی از سربازان خود را برای کمک به کره جنوبی تحت فرماندهی سازمان ملل فرستاد که تیپ ترک‌ها نامیده می‌شد. علاوه بر شرکت در میدان نبرد، ترک‌ها همچنین به کارهای بشر دوستانه کمک می‌کردند در حالی که به اداره کردن مدارس زمان جنگ برای یتیم‌های جنگ یاری می‌رساندند. کمی بعد از جنگ، برخی از ترک‌های ماندگار در کره به عنوان حافظین صلح سازمان ملل، آغاز به آموزش کره‌ای‌ها پیرامون اسلام کردند. اولین تغییرات در جامعه مسلمان کره‌ای در ۱۹۵۵ ایجاد شد که در آن اولین مسجد کره جنوبی برپا شد. جامعه مسلمان کره‌ای به اندازه کافی رشد یافت تا فدراسیون مسلمان کره در ۱۹۶۷ شکل گرفت.

## امروز

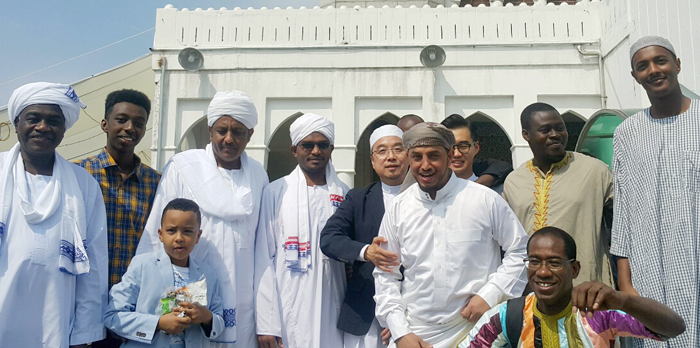
Eid al-Fitr in Korea RepublicEid al-Fitr in Korea Republic

در ۱۹۶۲، دولت مالزی هدیه ۳۳۰۰۰ دلاری برای ساخت یک مسجد در سئول پیشکش کرد. اما طرح، بخاطر تورم اقتصادی متوقف شد؛ و تا دههٔ ۱۹۷۰ به اتمام نرسید یعنی زمانی که پیمان‌های اقتصادی کره جنوبی با کشورهای خاورمیانه برجسته شد و علاقه به اسلام دوباره شروع به ظهور کرد. برخی از کره‌ای‌ها که در عربستان سعودی کار می‌کردند به اسلام گرویدند و زمانی که آن‌ها کارشان به اتمام رسید و به کره برگشتند، جمعیت مسلمانان بومی را تقویت کردند. مسجد جامع سئول در همسایگی ایتاون سئول در ۱۹۷۶ سرانجام ساخته شد. امروز همچنین مساجدی در بوسان، آنیانگ، گئونگجو، جئونجو و دائگو وجود دارد. طبق گفته لی هی سو، رئیس انستیتوی اسلام کره، حدود ۴۰۰٬۰۰۰ مسلمان در کره جنوبی فهرست شده‌اند و تخمین زده می‌شود حدود ۱۰٬۰۰۰ آن‌ها پزشک (وکیل) فعال عالی ای هستند.
مؤسسه مسلمانان کره‌ای می‌گوید که اولین دبستان اسلامی با نام شاهزاده سلطان بن عبدالعزیز در ۲۰۰۹ با هدف کمک به مسلمانان در کره افتتاح شد تا در مورد دین از طریق برنامهٔ آموزشی رسمی آموزش دهند. طرح‌هایی پیشِ‌رو است تا یک مرکز فرهنگی، مدرسهٔ راهنمایی و حتی یک دانشگاه را ایجاد کند.
عبدالله الایفان، سفیر عربستان سعودی در سئول، ۵۰۰٬۰۰۰ دلار به فدراسیون مسلمان کره از طرف دولت عربستان سعودی تحویل داده است.
قبل از تأسیس رسمی مدرسهٔ ابتدایی با نام مدرسهٔ سلطان بن عبدالعزیز، از دههٔ ۱۹۹۰ در حال کار است که بچه‌ها فرصتی را برای آموختن عربی، فرهنگ اسلامی و انگلیسی دست می‌آورند.
خیلی از مسلمانان کره‌ای بر این عقیده‌اند که روش زندگی متفاوت شان، آن‌ها را از دیگران در جامعه آشکارتر می‌کند. گرچه بزرگ‌ترین نگرانی آن‌ها قضاوت تبعیض‌آمیز است که آن‌ها بعد از حمله تروریستی یازده سپتامبر در ۲۰۰۱ احساس می‌کنند. در تلویزیون آریرنگ، یک ایستگاه کره‌ای همچنین یک گزارش ۹ دقیقه‌ای از امام هاک آپدو و اسلام در کره پخش شد.